# 地球科学上の未解決問題
本項は、地球科学における未解決の問題に関する事項をまとめたものである。

## 初期の地球と太陽系
- 地球を始めとした太陽系の惑星はどのように形成されたのか。惑星はそれぞれ今の軌道付近で形成されたのか、それとも激しい軌道変化が頻繁に起きたのか（グランド・タック・モデル、ニースモデル）。現在の太陽系の階層構造を決定した要因は何か。 [1]
- 地球と惑星テイアの衝突により月が誕生したというジャイアント・インパクト説は正しいのか。[2]過去に遡ると地球の自転や月の公転は今より速く、月は今より地球に近かったことなど、有力な証拠はある。[3]
- 地球の長期的な熱収支の問題、特に暗い太陽のパラドックス。地球が形成されて以降、その内部の熱はどのように減衰したか。内部の放射性物質はどのくらい豊富だったか。スノーボールアース状態からどうやって抜け出す事が出来たのか。[4][5]
- なぜプレートテクトニクスは地球でのみ大規模に起こっているのか。 [6]プレートテクトニクスが始まる以前、地球はどのようにして熱を放出し冷却していったのか。地球の地殻は早い段階でまとまって形成されたのか、少しずつ形成されたのか。地殻の成長は現在も続いているのか、それとも海嶺からの生成と沈み込みでの消失でバランスが取れているのか。

## 地形と環境
- 現在利用可能な地形データを使って、数百万年遡った過去のテクトニクスおよび気候の状態を導き出すことができるか。私たちは侵食、運搬、堆積の過程を十分に理解しているか。気象現象および地殻変動の予測不可能性は地形にどの程度反映されるか。生命は地球の表面を形作るのにどれだけ寄与したか。
- 古典的な地形学的概念、たとえば準平原や頭部浸食などを定量的に理解できるか。アパラチア山脈やウラル山脈などの古い山脈は数億年その起伏を保っているように見える。また、南極の氷河下にある流水性の渓谷は新第三紀以降、数キロメートルの厚さを持ち移動し続ける氷河の下でも保持されている。地形崩壊の時間スケールを決定する要因は何か。 [7]
- 地球表面の進化を決定する浸食、運搬、堆積の法則は何か。 [8]河川で運搬される堆積物粒子は、浸食を引き起こすと同時に岩盤を保護する役割も持つ。堆積が持つこの二つの役割は地形の形成にどのような重要性を持つか。 [9][10]
- 次の氷期はいつ始まるのか。[11]
- 化学的攪乱に対する海洋の回復力はどの程度あるか。
- メッシニアン塩分危機の原因は何か。地中海は本当に乾燥していたか。気候や生物学にどのような影響を与え、このような極端な塩の巨人から何を学ぶことができるのか。通常の海洋条件はどのようにして戻ったのか。 [12][13][14][15]
- 移動性の高気圧・低気圧の発生領域や進路領域を決定する要因は何か。[16]熱帯低気圧（台風、ハリケーン、サイクロン）の発生個数を決定する要因は何か。[17]
- 赤道付近の周期的な気象振動を引き起こすメカニズム。特に赤道太平洋のエルニーニョ・南方振動(ENSO)は数ヶ月以上に渡る長期予想が難しい。成層圏準2年周期振動(QBO)は約28ヶ月でやや規則的であるが、原因は激しく議論されている。これらの現象は確率的、カオス的、あるいは決定論的な現象か。
- 海鳴り（en:Skyquake）の成因。（日本近海の場合は、沖合の嵐が起こす波浪の音波が、遠方の静穏な地域にまで届く現象と解されているが、世界的に見ると内陸の河川や湖の周辺も多い。）

## 地殻、マントル、コアの構造
- 「空間問題」:花崗岩からなるマグマ溜りはどのようにして地殻内に形成されるのか。 [18] 破局噴火レベルの噴火を引き起こすマグマは、どこでどのような構造を持っているのか。マグマ溜りの粘度や密度、マグマの移動の詳細はどうなっているのか。[19]
- マントルの不均一性と流動性に関する詳細、特に 660 km 不連続面の構造はどうなっているのか。極運動の長期変動成分にどのような影響を与えているのか。[20]
- グーテンベルク不連続面における化学的な不均一性の詳細。[21]
- 地球の外核は主に鉄とニッケルからなる液体とされるが、密度を見ると軽元素も含まれていると考えられる。どの元素がどれくらい含まれているのか。 [22][23]核の不均一性とそれらの力学的意義は何か。[23]
- 極運動のうち 433 日周期をもつチャンドラー・ウォブルを引き起こす要因はマントルにあるのか、それ以外のメカニズムなのか。この振動を引き起こすには何らかの外力が必要で、また長期的にみると振幅が変動しており、これらを説明できる現象はみつかっていない。